# Бајел Невил
Бајел Невил (фр. Bailleul-Neuville) насеље је и општина у северној Француској у региону Горња Нормандија, у департману Приморска Сена која припада префектури Дјеп.
По подацима из 2011. године у општини је живело 178 становника, а густина насељености је износила 13,55 становника/km². Општина се простире на површини од 13,14 km². Налази се на средњој надморској висини од 103 метара (максималној 216 m, а минималној 79 m).

## Демографија
| 1962. | 1968. | 1975. | 1982. | 1990. | 1999. | 2011. |
| ----- | ----- | ----- | ----- | ----- | ----- | ----- |
| 248   | 254   | 245   | 195   | 184   | 179   | 178   |

График промене броја становника у току последњих година